# Giuseppe Antonio Pasquale
Giuseppe Antonio Pasquale ( * Anoia, 1820 – Nápoles, 1893 ) fue un botánico y ferviente patriota italiano, adherente a la secta de la Carbonería.

## Botánico
Director por largos años del Jardín Botánico de Nápoles, recolectando y catalogando numerosísimas muestras provenientes de la mayor parte de Italia meridional, de la segunda mitad del siglo XIX. 
Fue importante particularmente su exiccata recogida para la compilación de la flora de Capri y del Vesuvio, siendo efectuada durante sus viajes por Calabria y el Gargano.
Está presente, en las colecciones, muchas muestras enviadas por botánicos extranjeros con los cuales Pasquale tenía correspondenciaa, y también de recolecciones de Gussone y de Tenore. La colección Pasquale sería donada al Jardín Botánico de Nápoles por su hijo Fortunato, constituida actualmente por 95 fascículos de plantas vasculares, uno de algas y 10 de briófitas. 
El número total de especímenes alcanza cerca de 10 000, sin saberse con precisión, debido a que el trabajo de registro está aún incompleto. Fue autor de numerosos tratados botánicos, traducidos a numerosas lenguas, hallándose en bibliotecas italianas, inglesas y alemanas.

## Patriota
Se distingue con coraje en la batalla de Curtatone y de Montanara, donde combatió valerosamente en mayo de 1848 durante los eventos bélicos más significativos de la primera guerra de independencia italiana. 
Fue un joven profesor universitario, a la cabeza de sus estudiantes napolitanos, afrontando a las fuerzas austríacas, restando aunque fue herido. 
Participó activamente en la defensa de la República de Venecia al lado de ilustres patriotas de la calidad de Ippolito Nievo. 
Reposa en el Cementerio de Ilustres de Poggioreale (Nápoles), cerca de Luigi Settembrini y de Francesco De Sanctis. 
Debajo de su busto marmóreo, obra de Francesco Jerace, reluce un epitafio a él dedicado por Silvio Spaventa, otra figura legendaria del Resurgimiento.
- La abreviatura «Pasq.» se emplea para indicar a Giuseppe Antonio Pasquale como autoridad en la descripción y clasificación científica de los vegetales.[2]